# Zelotes xiaoi
Zelotes xiaoi este o specie de păianjeni din genul Zelotes, familia Gnaphosidae, descrisă de Yin, Bao și Zhang, 1999. Conform Catalogue of Life specia Zelotes xiaoi nu are subspecii cunoscute.